# GW190521
GW190521（或稱GW190521g，最初稱為S190521g），是指兩個黑洞合併產生的一次引力波訊號。這次的黑洞合併被指與一道閃光有關係，若與黑洞合併有關，合併在第三個超大質量黑洞附近。由雷射干涉引力波天文台和室女座干涉儀探測器（Virgo）於2019年5月21日協調世界時03:02:29觀測到，並在美國時間2020年9月2日正式發佈；在離地球約170億光年外發生，在往后髮座、獵犬座和鳳凰座方向位於765平方度的範圍內發生。
GW190521經分析後，訊號分別由85個和66個太陽質量（M☉）的黑洞合併發出，合併產生142個太陽質量的黑洞，其餘9個太陽質量則轉化成重力波能量，為首次觀測到中介質量黑洞真實存在，亦錄得有史以來最大型的黑洞合併事件。

## 對物理學的意義
GW190521由於形成和組成的黑洞質量之大，被指是重大的發現。恆星演化理論認為恆星形成的黑洞最大只有約60 M☉，令此數值以上出現很大的黑洞質量間隙。GW190521所觀測到的85+21
−14 M☉和142+28
−16 M☉黑洞都在質量間隙中，證明了其可以以較小的黑洞合併形成。
在此之前，只有間接證據證明100至10萬倍太陽質量中介質量黑洞的存在，亦不知道他們怎麼形成，研究人員假定其由一連串更小的黑洞合併形成，最終發生觀測到的合併事件。
研究成員西北大學的瓦西莉基·卡洛耶拉指，這是第一次亦是到目前為止唯一一次觀測到的中介質量黑洞，亦知道了至少一種其形成的方法。
2021年，加利西亞高能物理研究所（IGFAE）、葡萄牙阿威羅大學、里斯本大學高級技術學院、西班牙瓦倫西亞大學、澳洲蒙納許大學和香港中文大學的科學團隊認為GW190521並非是兩個黑洞合併產生的重力波訊號，而是兩顆矢量玻色子星合併產生的。由於玻色子星的合併過程比黑洞合併要弱很多，因此計算得出的距離也比原先估計值還要近，導致最終形成的黑洞質量增加為太陽質量的250倍。

## 可能相關的電磁活動
2020年6月，天文學家報告一道閃光可能與GW190521有關係，茲威基瞬變設施報告發現觸發GW190521g附近的瞬變光源，但由於在數百平方度外發生，組織仍對此不確定，若黑洞合併與此有關，會是首個黑洞合併與電磁輻射有關的發現。黑洞合併正常來說不會發光，研究人員認為若黑洞合併發生在穿過一條不相關但相近超大質量黑洞吸積盤的軌道，影響吸積盤材質和光的產生，新合併後的黑洞可能以每秒200公里的速度穿越吸積盤。若這個解釋正確，閃光會在約1.6年後，當黑洞再次遇到吸積盤時，再次出現。
研究的首席天文學家馬修·格雷厄姆（Matthew Graham）指，超大質量黑洞在多年來已有活動，這次突然的閃光發生的時間和位置都與引力波事件吻合，研究亦認為閃光很可能與黑洞合併有關，但不能排除其他可能性。

## 外部連結
- . LIGO.   [2020-09-11]. （原始内容存档于2021-02-03）.
- （英文）YouTube上的GW190521網絡研討會 (LIGO科学协作; 2020年9月3日).
- （英文）YouTube上的黑洞合併的模擬 (AEI; 2020年9月3日).